# Hanno Balitsch
Hanno Balitsch (* 2. Januar 1981 in Darmstadt) ist ein ehemaliger deutscher Fußballspieler. Er war hauptsächlich für Hannover 96 und Bayer 04 Leverkusen in der Bundesliga aktiv und bestritt ein A-Länderspiel. Nach seiner aktiven Karriere ist er als TV-Experte und Fußballtrainer tätig.

## Karriere

### Vereine
Balitsch begann im Alter von fünf Jahren, beim FC Alsbach Fußball zu spielen. Während seiner Kindheit und Jugend war er zudem ein begabter Leichtathlet und wurde unter anderem Hessenmeister im Hochsprung.

#### SV Waldhof Mannheim
Balitsch debütierte in der Saison 1999/2000 als A-Jugendlicher des SV Waldhof Mannheim in der 2. Bundesliga. Am 22. April 2000, dem 28. Spieltag, gab er beim 4:2-Sieg gegen den VfL Bochum seine Premiere im Profifußball. Balitsch stand dabei in der Startelf der Mannheimer und wurde in der 62. Minute ausgewechselt. Drei Partien später kam er zu seinem ersten Pflichtspieltreffer im Profiteam: Beim 2:3 gegen Energie Cottbus konnte Balitsch den Treffer zum 1:3 erzielen. Von seinem ersten Einsatz am 28. Spieltag bis zum letzten der Saison 1999/00 ließ ihn Trainer Uwe Rapolder in allen Partien auflaufen; am 34. Spieltag spielte Balitsch über die vollen 90 Minuten. Im Folgejahr kam er auf mehr Einsätze, war dabei aber mehr Wechselspieler. In 25 Partien wurde der Mittelfeldspieler 14-mal ein- bzw. ausgewechselt. Am Ende wurde der 4. Platz erreicht. Damit scheiterte das Team um einen Punkt am Aufstiegsplatz, den sich der FC St. Pauli sicherte.

#### 1. FC Köln
Nach zwei Jahren in Mannheim wurde der Mittelfeldspieler vom Bundesligisten 1. FC Köln verpflichtet. Hier kam Balitsch zu seinem ersten Spiel in Deutschlands höchster Spielklasse. Am ersten Spieltag wechselte ihn Ewald Lienen beim Spiel gegen den VfB Stuttgart in der 71. Minute für Marco Reich ein. Am Ende seines ersten Jahres in der Bundesliga mit dem FC stand das Team auf dem 17. Platz und stieg ab.

#### Bayer 04 Leverkusen und 1. FSV Mainz 05
Nach dem Abstieg der Kölner nach der Saison 2001/02 wechselte Balitsch zum Nachbarn Bayer 04 Leverkusen. Die Leverkusener überwiesen für den Transfer zwei Millionen Euro nach Köln. Für Leverkusen bestritt er in den ersten beiden Jahren 56 Bundesligaspiele und wurde auf Anhieb Stammspieler. Trotz großer Konkurrenz im Mittelfeld mit Marko Babić, Yıldıray Baştürk, Daniel Bierofka, Carsten Ramelow, Bernd Schneider und Jan Šimák kam Balitsch auf 30 Einsätze im ersten Jahr. Nur drei Spieler der gesamten Mannschaft hatten mehr Einsätze. Im Spiel gegen den Hamburger SV am 30. November 2002 erzielte Balitsch seinen ersten Bundesligatreffer zum zwischenzeitlichen 1:1. Das Spiel endete 2:3 aus Sicht der Leverkusener. In der Saison 2002/03 beorderte Trainer Klaus Augenthaler den Mittelfeldspieler immer öfter in die Abwehrreihe. Dort kämpfte er mit den Brasilianern Juan und Lúcio sowie Jens Nowotny um den Platz in der Startelf.
Im dritten Jahr bei den Leverkusener kam Balitsch nur noch zu acht Einsätzen in der Hinrunde. Dabei wurde er fünfmal eingewechselt. Wegen der wachsenden internationalen Konkurrenz in der Mannschaft entschied sich der Defensivspezialist deshalb, zur Rückrunde 2004/05 zum Aufsteiger 1. FSV Mainz 05 zu wechseln. Dort fand er zu alter Stärke zurück und fehlte nur in drei Ligaspielen der Mainzer, die in ihrer ersten Bundesligasaison die Klasse hielten.

#### Hannover 96
Nach einem halben Jahr in Mainz wechselte Balitsch 2005 zum Bundesligisten Hannover 96, bei dem er einen Vertrag bis 2008 erhielt, den er am 20. Februar 2008 vorzeitig bis 2010 verlängerte. In seiner ersten Saison für Hannover wurde er schnell Stammspieler. Mit Christoph Dabrowski, Michael Delura und Altin Lala bildete Balitsch den Mittelfeldblock der Hannoveraner. 2006/07 bestritt Balitsch 33 von 34 möglichen Partien für Hannover. Nur Jiří Štajner und Robert Enke hatten mehr Einsätze. Im Folgejahr erreichte er mit vier Treffern in der Liga seine beste Torausbeute in einer Saison. Zwei Treffer erzielte er dabei mit dem Kopf, die andern beiden in Hin- und Rückspiel gegen den Karlsruher SC.
Am 16. Spieltag der Spielzeit 2008/09 kam es während der Halbzeitpause zwischen Dieter Hecking und Balitsch, der wegen einer Verletzung von Robert Enke inzwischen Mannschaftskapitän geworden war, zu einer Auseinandersetzung, worauf Hecking ihn gegen Bastian Schulz auswechselte und bis zur Winterpause suspendierte.
Bei Hannover 96 spielte Balitsch in der Regel im defensiven Mittelfeld, wurde aber auch schon auf verschiedenen Verteidigerpositionen sowie auf der rechten Außenbahn eingesetzt.

#### Bayer 04 Leverkusen
Zur Saison 2010/11 verließ Balitsch nach fünf Jahren Hannover und kehrte zu Bayer 04 Leverkusen zurück. Dort konnte er sich unter Trainer Jupp Heynckes allerdings keinen Stammplatz erobern. Bei der Mehrzahl seiner insgesamt 24 Saisoneinsätze wurde Balitsch in der Schlussviertelstunde eingewechselt. Am Ende der Spielzeit wurde er mit Bayer Leverkusen Vizemeister und erzielte damit die beste Platzierung in seiner Bundesligakarriere. Auch in der Saison 2011/12 blieb Balitsch unter dem neuen Trainer Robin Dutt weiterhin Ergänzungsspieler. Im Verlauf der Hinrunde kam er lediglich zu acht Einsätzen, bei denen er viermal in der Startelf stand. Am 19. Dezember 2011 wurde Balitsch aus unklaren Gründen vom Trainings- und Spielbetrieb freigestellt und dazu angehalten, sich einen neuen Verein zu suchen.

#### 1. FC Nürnberg und FSV Frankfurt

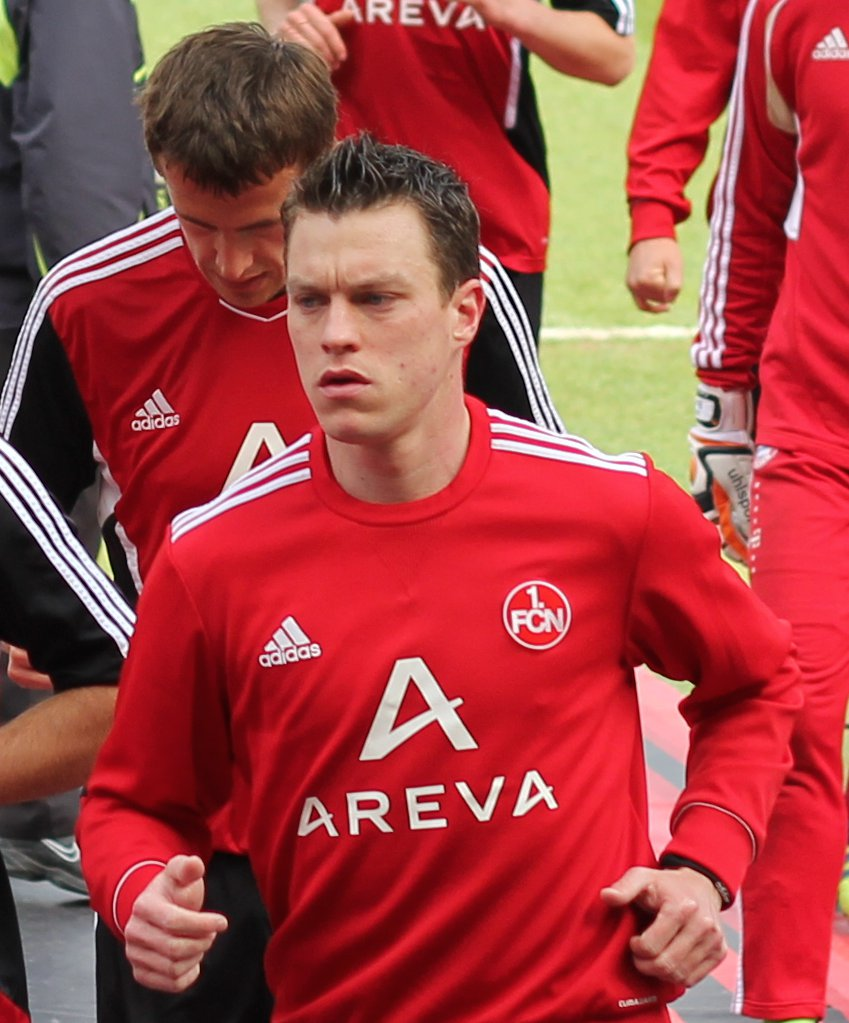
Hanno Balitsch (2012)

In der Winterpause wechselte Balitsch zum 1. FC Nürnberg, bei dem er erneut auf Trainer Dieter Hecking traf. Balitsch einigte sich mit dem Club auf einen Zweieinhalbjahresvertrag bis zum 30. Juni 2014 und erhielt die Rückennummer fünf. Nach überstandener Verletzung absolvierte er am 18. Februar 2012 beim Heimsieg gegen den 1. FC Köln seine Pflichtspiel-Premiere für den FCN. Bis auf eine Partie – wegen einer Gelbsperre – absolvierte er danach alle Rückrundenpartien bis zur Sommerpause im defensiven Mittelfeld als Stammspieler. Das blieb er auch in der gesamten Saison 2012/13, in der er nur einmal erneut wegen einer Gelbsperre fehlte. Unter dem neuen Trainer Michael Wiesinger wechselte er im Laufe der Rückrunde vom Mittelfeld auf die rechte Verteidigerseite. Nach fünf Partien in der folgenden Saison kam es erneut zum Zerwürfnis mit dem Trainer. Er wurde suspendiert und in die zweite Mannschaft versetzt, in der er sich aber bewährte. Nach mehreren Aussprachen mit dem nachfolgenden Trainer Gertjan Verbeek wurde er am letzten Hinrundenspieltag wieder in den Bundesligakader aufgenommen. Auch zum Rückrundenauftakt war Balitsch dabei, dann setzte ihn aber eine Fußverletzung für die nächsten Spieltage außer Gefecht.
Zur Saison 2014/15 verpflichtete ihn der Zweitligist FSV Frankfurt. In 28 Ligaspielen für den FSV erzielte er ein Tor und beendete mit der Mannschaft die Saison auf dem 13. Platz der Abschlusstabelle.

#### Rückkehr zu Waldhof Mannheim und Karriereende

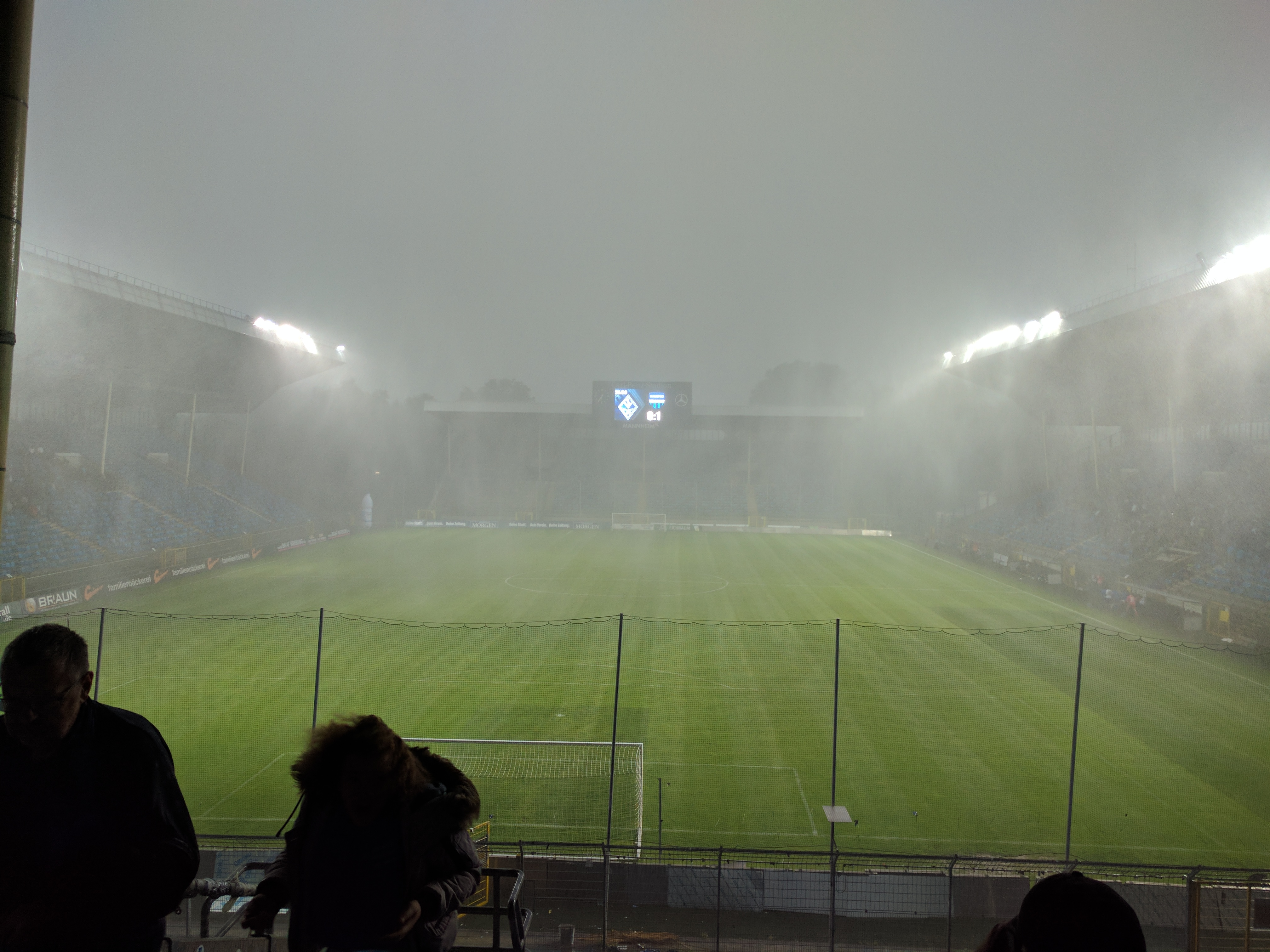
Das Abschiedsspiel von Hanno Balitsch im Carl-Benz-Stadion Mannheim musste wegen eines Gewitters unterbrochen werden. Das Spiel endete mit einem 4:3 für die Mannschaft Hanno & Friends.

Zur Saison 2015/16 kehrte Balitsch für ein Jahr zum SV Waldhof zurück, mit dem er Meister der Regionalliga wurde, jedoch in der Relegation den Aufstieg in die Dritte Liga verpasste. Danach beendete er seine aktive Laufbahn.
Am 9. Juni 2017 verabschiedete sich Balitsch nach insgesamt über 400 Erst- und Zweitligaspielen bei einem Benefizspiel mit einer von ihm zusammengestellten Auswahlmannschaft aus ehemaligen Weggefährten gegen die aktuelle Mannschaft des SV Waldhof Mannheim. Die Erlöse des Spiels kamen der Waldhof-Jugendabteilung zugute. Das Team „Hanno & Friends“ mit ehemaligen Nationalspielern wie René Adler, Simon Rolfes, Stefan Kießling, Michael Tarnat, Mike Hanke und Per Mertesacker gewann die Partie vor 2073 Zuschauern im Carl-Benz-Stadion mit 4:3.

### Nationalmannschaft
Hanno Balitsch war in der U-16-Auswahlmannschaft und durchlief die DFB-Jugend bis zur U-21-Nationalmannschaft. Mit der U-18-Mannschaft des DFB nahm er im Jahr 2000 an der U-18-Europameisterschaft teil und erreichte mit der Mannschaft den dritten Platz. Er wurde in drei von vier Turnierspielen über die volle Distanz eingesetzt.
Im Jahr 2001 spielte er mit der U-20-Nationalelf des DFB bei der U-20-Weltmeisterschaft in Argentinien und bestritt bis zum Ausscheiden der DFB-Elf im Achtelfinale gegen Frankreich alle vier Turnierspiele.
Bei der U-21-Europameisterschaft 2004 war er Kapitän der DFB-Auswahl, für die er insgesamt 20 Spiele bestritt.
In der deutschen A-Nationalmannschaft war Balitsch erstmals im November 2002 für das Freundschaftsspiel gegen die Niederlande nominiert. Seinen ersten und einzigen Einsatz bestritt er im Februar 2003 bei einem Freundschaftsspiel in Palma gegen Spanien. Das Spiel, in dem er in der 62. Minute für Frank Baumann eingewechselt wurde, ging 1:3 verloren. Ein weiteres Mal stand er im April des Jahres gegen Serbien-Montenegro im Aufgebot, kam jedoch nicht zum Einsatz. Im Jahr 2002 bestritt er mit der DFB-Elf das DFL-Allstar-Spiel.

## Erfolge
- Deutscher Vizemeister 2011 mit Bayer Leverkusen

## Nach der aktiven Karriere
Seit dem August 2015 ist Balitsch Analyst und Experte bei der Sportstudio-Reportage und dem Aktuellen Sportstudio im ZDF. Von Februar 2017 bis zum Sommer 2023 fungierte er zudem als Co-Trainer in verschiedenen deutschen U-Nationalmannschaften. Am 5. Mai 2021 erhielt Balitsch die Fußballlehrerlizenz. Von Sommer 2023 bis Sommer 2024 war Balitsch Trainer der deutschen U-18 Fußballnationalmannschaft. Seit Sommer 2024 trainiert er die U-19 Fußballnationalmannschaft. Er qualifizierte sich mit dem Jahrgang 2006 für die U19-Europameisterschaft in Bukarest 2025, bei der die Mannschaft das Halbfinale erreichte.

## Soziales Engagement
Hanno Balitsch übernahm 2010 die Schirmherrschaft von „Einfach Fußball“. Das Ziel des Projekts ist es, Partnerschaften zwischen Förderschulen und Regelfußballvereinen herzustellen und Fußballangebote zu veranstalten, die regelmäßig und längerfristig stattfinden.